# 叶赤铁路
叶赤铁路是连接叶柏寿（现为建平县）与赤峰两地的铁路。自东南辽宁省建平县起，向东北经内蒙古自治区宁城县、元宝山区至赤峰市。全长138.5公里，其中内蒙古自治区境内104.9公里。全线由沈阳铁路局叶柏寿车务段管辖。

## 历史
叶赤铁路于1934年3月开工建设，1935年11月建成，当时称叶峰线。。1945年日本投降时全线遭破坏停运。1946年国民党当局在叶柏寿成立锦古线修复指挥部，把叶峰线改称叶赤线，但并未修复叶赤铁路。
1952年8月，锦州铁路局组织2000多人修复叶赤线，11月竣工，1953年1月交付通车。属于锦州铁路局承德铁路分局叶柏寿各段管辖。

## 与其它铁路线的连接
- 赤峰东站：京通铁路。
- 叶柏寿站：锦承铁路。